# Otto Olsen (Sportschütze)
Otto Martin Olsen (* 13. Dezember 1884 in Oslo; † 13. Januar 1953 ebenda) war ein norwegischer Sportschütze und vierfacher Olympiasieger.
Er nahm zweimal an Olympischen Sommerspielen teil und konnte insgesamt acht olympische Medaillen gewinnen.
1920 bei den Spielen in Antwerpen wurde er dreifacher Olympiasieger. Er gewann mit dem Armeegewehr liegend über 300 m und beim laufenden Hirsch mit Einzelschuss sowohl im Einzelwettkampf wie auch mit der norwegischen Mannschaft. Mit der Mannschaft holte er zudem zwei Silbermedaillen in den Disziplinen Freies Gewehr über 300 m und Armeegewehr liegend über 300 und 600 m.
Vier Jahre später bei den Olympischen Sommerspielen in Paris wurde er mit der norwegischen Mannschaft erneut Olympiasieger beim laufenden Hirsch mit Einzelschuss. In dieser Disziplin gewann er auch eine Bronzemedaille im Einzelwettkampf. Die norwegische Mannschaft wurde außerdem Zweiter beim laufenden Hirsch mit Doppelschuss.